# Sarakatsani
I sarakatsani (greco: Σαρακατσάνοι) sono un'etnia greca, tradizionalmente pastori transumanti, nativi della Grecia, con minore presenza negli stati vicini, la Bulgaria, l'Albania meridionale e la Macedonia del Nord. Fino all'inizio del XX secolo vivevano di pastorizia, in una transumanza permanente attraverso la penisola balcanica, sposandosi solo all'interno della comunità e mischiandosi poco con le popolazioni stanziali con cui entravano in contatto. Il linguista Theodor Capidan ha scritto che i Sarakatsani sono un gruppo etnico di arumeni.
Nel 1938, con il decreto nº 1223 del 4 maggio 1938, il generale Ioannis Metaxas, primo ministro greco e dittatore, obbligò i sarakatsani ad abbandonare la propria cultura e procedere alla sedentarizzazione forzata.